# Seznam senatorjev osemnajste italijanske legislature
Seznam senatorjev 18. legislature Republike Italije je urejen po političnih strankah.

### Forza Italia Berlusconi Presidente[2]

#### Predsednik
- Anna Maria Bernini

#### Podpredsednik namestnik
- Lucio Malan

#### Tesoriere
- Gilberto Pichetto Fratin

#### Člani
- Enrico Aimi
- Maria Elisabetta Alberti Casellati
- Francesca Alderisi
- Alberto Barachini
- Antonio Barboni
- Francesco Battistoni
- Roberto Berardi
- Massimo Vittorio Berutti
- Sandro Mario Biasotti
- Paola Binetti
- Giacomo Caliendo
- Andrea Cangini
- Vincenzo Carbone
- Andrea Causin
- Luigi Cesaro
- Donatella Conzatti
- Stefania Gabriella Anastasia Craxi
- Franco Dal Mas
- Dario Damiani
- Antonio De Poli
- Domenico De Siano
- Raffaele Fantetti
- Claudio Fazzone
- Massimo Ferro
- Emilio Floris
- Adriano Galliani
- Maria Alessandra Gallone
- Maurizio Gasparri
- Niccolò Ghedini
- Gabriella Giammanco
- Francesco Maria Giro
- Alessandrina Lonardo
- Massimo Mallegni
- Giuseppe Tommaso Vincenzo Mangialavori
- Barbara Masini
- Alfredo Messina
- Anna Carmela Minuto
- Fiammetta Modena
- Giuseppe Moles
- Nazario Pagano
- Urania Papatheu
- Adriano Paroli
- Marco Perosino
- Gaetano Quagliariello
- Maria Rizzotti
- Paolo Romani
- Licia Ronzulli
- Mariarosaria Rossi
- Antonio Saccone
- Renato Schifani
- Salvatore Sciascia
- Giancarlo Serafini
- Marco Siclari
- Laura Stabile
- Elena Testor
- Maria Virginia Tiraboschi
- Roberta Toffanin
- Luigi Vitali

### Fratelli d'Italia[3]

#### Predsednik
- Stefano Bertacco

#### Člani
- Alberto Balboni
- Luca Ciriani
- Andrea De Bertoldi
- Giovanbattista Fazzolari
- Daniela Garnero Santanchè
- Antonio Iannone
- Patrizio Giacomo La Pietra
- Ignazio La Russa
- Lara Magoni
- Marco Marsilio
- Gaetano Nastri
- Isabella Rauti
- Massimo Ruspandini
- Raffaele Stancanelli
- Achille Totaro
- Adolfo Urso
- Francesco Zaffini

### Lega-Salvini Premier[4]

#### Predsednik
- Gian Marco Centinaio

#### Podpredsednik namestnik
- Stefano Candiani

#### Podpredsedniki
- Lucia Borgonzoni
- Christian Solinas
- Erika Stefani

#### Tesoriere
- Stefano Borghesi

#### Člani
- Paolo Arrigoni
- Luigi Augussori
- Alberto Bagnai
- Claudio Barbaro
- Giorgio Maria Bergesio
- Anna Cinzia Bonfrisco
- Giulia Bongiorno
- Simone Bossi
- Umberto Bossi
- Luca Briziarelli
- Francesco Bruzzone
- Roberto Calderoli
- Maurizio Campari
- Massimo Candura
- Maria Cristina Cantù
- Marzia Casolati
- William De Vecchis
- Antonella Faggi
- Roberta Ferrero
- Sonia Fregolent
- Umberto Fusco
- Tony Chike Iwobi
- Raffaella Fiormaria Marin
- Roberto Marti
- Enrico Montani
- Tiziana Nisini
- Andrea Ostellari
- Giuliano Pazzaglini
- Emanuele Pellegrini
- Pasquale Pepe
- Simona Pergreffi
- Cesare Pianasso
- Simone Pillon
- Daisy Pirovano
- Pietro Pisani
- Mario Pittoni
- Nadia Pizzol
- Stefania Pucciarelli
- Paolo Ripamonti
- Erica Rivolta
- Massimiliano Romeo
- Gianfranco Rufa
- Matteo Salvini
- Maria Saponara
- Paolo Saviane
- Rosellina Sbrana
- Armando Siri
- Donatella Tesei
- Paolo Tosato
- Gianpaolo Vallardi
- Manuel Vescovi
- Cristiano Zuliani

### Movimento 5 Stelle[5]

#### Predsednik
- Danilo Toninelli

#### Podpredsednik namestnik
- Vito Claudio Crimi

#### Podpredsedniki
- Vilma Moronese
- Stefano Patuanelli
- Gianluca Perilli
- Daniele Pesco

#### Sekretarji
- Gianluca Castaldi
- Sergio Puglia
- Vincenzo Santangelo

#### Tesoriere
- Nunzia Catalfo

#### Člani
- Rosa Silvana Abate
- Rossella Accoto
- Donatella Agostinelli
- Alberto Airola
- Cristiano Anastasi
- Luisa Angrisani
- Giuseppe Auddino
- Vittoria Francesca Maria Bogo Deledda
- Laura Bottici
- Elena Botto
- Antonella Campagna
- Maria Domenica Castellone
- Francesco Castiello
- Lello Ciampolillo
- Andrea Cioffi
- Mauro Coltorti
- Gian Marco Corbetta
- Margherita Corrado
- Marco Croatti
- Mattia Crucioli
- Grazia D'Angelo
- Saverio De Bonis
- Gregorio De Falco
- Gianmauro Dell'Olio
- Danila De Lucia
- Emanuele Dessì
- Gabriella Di Girolamo
- Luigi Di Marzio
- Fabio Di Micco
- Primo Di Nicola
- Stanislao Di Piazza
- Daniela Donno
- Tiziana Carmela Rosaria Drago
- Giovanni Endrizzi
- Elvira Lucia Evangelista
- Elena Fattori
- Giorgio Fede
- Emiliano Fenu
- Gianluca Ferrara
- Barbara Floridia
- Agnese Gallicchio
- Vincenzo Garruti
- Felicia Gaudiano
- Silvana Giannuzzi
- Mario Michele Giarrusso
- Gianni Pietro Girotto
- Bianca Laura Granato
- Ugo Grassi
- Barbara Guidolin
- Pasqua L'Abbate
- Virginia La Mura
- Elio Lannutti
- Gabriele Lanzi
- Cinzia Leone
- Barbara Lezzi
- Ettore Antonio Licheri
- Arnaldo Lomuti
- Pietro Lorefice
- Stefano Lucidi
- Giulia Lupo
- Alessandra Maiorino
- Matteo Mantero
- Maria Laura Mantovani
- Gianni Marilotti
- Gaspare Antonio Marinello
- Susy Matrisciano
- Raffaele Mautone
- Cataldo Mininno
- Francesco Mollame
- Michela Montevecchi
- Nicola Morra
- Gisella Naturale
- Simona Nunzia Nocerino
- Paola Nugnes
- Fabrizio Ortis
- Franco Ortolani
- Marinella Pacifico
- Gianluigi Paragone
- Marco Pellegrini
- Vito Rosario Petrocelli
- Angela Anna Bruna Piarulli
- Elisa Pirro
- Giuseppe Pisani
- Vincenzo Presutto
- Ruggiero Quarto
- Alessandra Riccardi
- Sabrina Ricciardi
- Sergio Romagnoli
- Iunio Valerio Romano
- Loredana Russo
- Agostino Santillo
- Pierpaolo Sileri
- Paola Taverna
- Fabrizio Trentacoste
- Mario Turco
- Francesco Urraro
- Sergio Vaccaro
- Orietta Vanin
- Gelsomina Vono

### Partito Democratico[6]

#### Predsednik
- Andrea Marcucci

#### Člani
- Alessandro Alfieri
- Bruno Astorre
- Teresa Bellanova
- Caterina Bini
- Caterina Biti
- Paola Boldrini
- Francesco Bonifazi
- Tommaso Cerno
- Monica Cirinnà
- Stefano Collina
- Eugenio Alberto Comincini
- Giuseppe Luigi Salvatore Cucca
- Luciano D'Alfonso
- Vincenzo D'Arienzo
- Davide Faraone
- Valeria Fedeli
- Alan Ferrari
- Andrea Ferrazzi
- Laura Garavini
- Francesco Giacobbe
- Nadia Ginetti
- Leonardo Grimani
- Vanna Iori
- Mauro Antonio Donato Laus
- Ernesto Magorno
- Simona Flavia Malpezzi
- Daniele Manca
- Salvatore Margiotta
- Mauro Maria Marino
- Assuntela Messina
- Franco Mirabelli
- Antonio Misiani
- Tommaso Nannicini
- Annamaria Parente
- Dario Parrini
- Edoardo Patriarca
- Roberta Pinotti
- Gianni Pittella
- Roberto Rampi
- Matteo Renzi
- Matteo Richetti
- Tatjana Rojc
- Anna Rossomando
- Daniela Sbrollini
- Dario Stefano
- Valeria Sudano
- Mino Taricco
- Valeria Valente
- Vito Vattuone
- Francesco Verducci
- Luigi Zanda

### Per le Autonomie (SVP-PATT,UV)[7]

#### Predsednik
- Juliane Unterberger (SVP)

#### Podpredsednik namestnik
- Dieter Steger (PATT)

#### Podpredsednik in sekretar
- Albert Lanièce (UV)

#### Tesoriere
- Meinhard Durnwalder (SVP)

#### Člani
- Gianclaudio Bressa (eletto con il PD)
- Pier Ferdinando Casini (eletto con la lista Civica Popolare)
- Elena Cattaneo (senatrice a vita)
- Giorgio Napolitano (senatore a vita)

### Misto[8]

#### Predsednik
- Loredana De Petris (LeU)

#### Podpredsedniki
- Maurizio Buccarella (non iscritto, ex M5S)
- Riccardo Nencini (PSI-MAIE)

#### Člani
- Emma Bonino (+E)
- Adriano Cario (USEI)
- Vasco Errani (LeU)
- Pietro Grasso (LeU)
- Francesco Laforgia (LeU)
- Carlo Martelli (non iscritto, ex M5S)
- Ricardo Antonio Merlo (PSI-MAIE)
- Mario Monti (non iscritto, senatore a vita)
- Liliana Segre (non iscritta, senatrice a vita)

### Non iscritti ad alcun gruppo parlamentare
- Renzo Piano (senatore a vita)
- Carlo Rubbia (senatore a vita)